# Novo Brdo

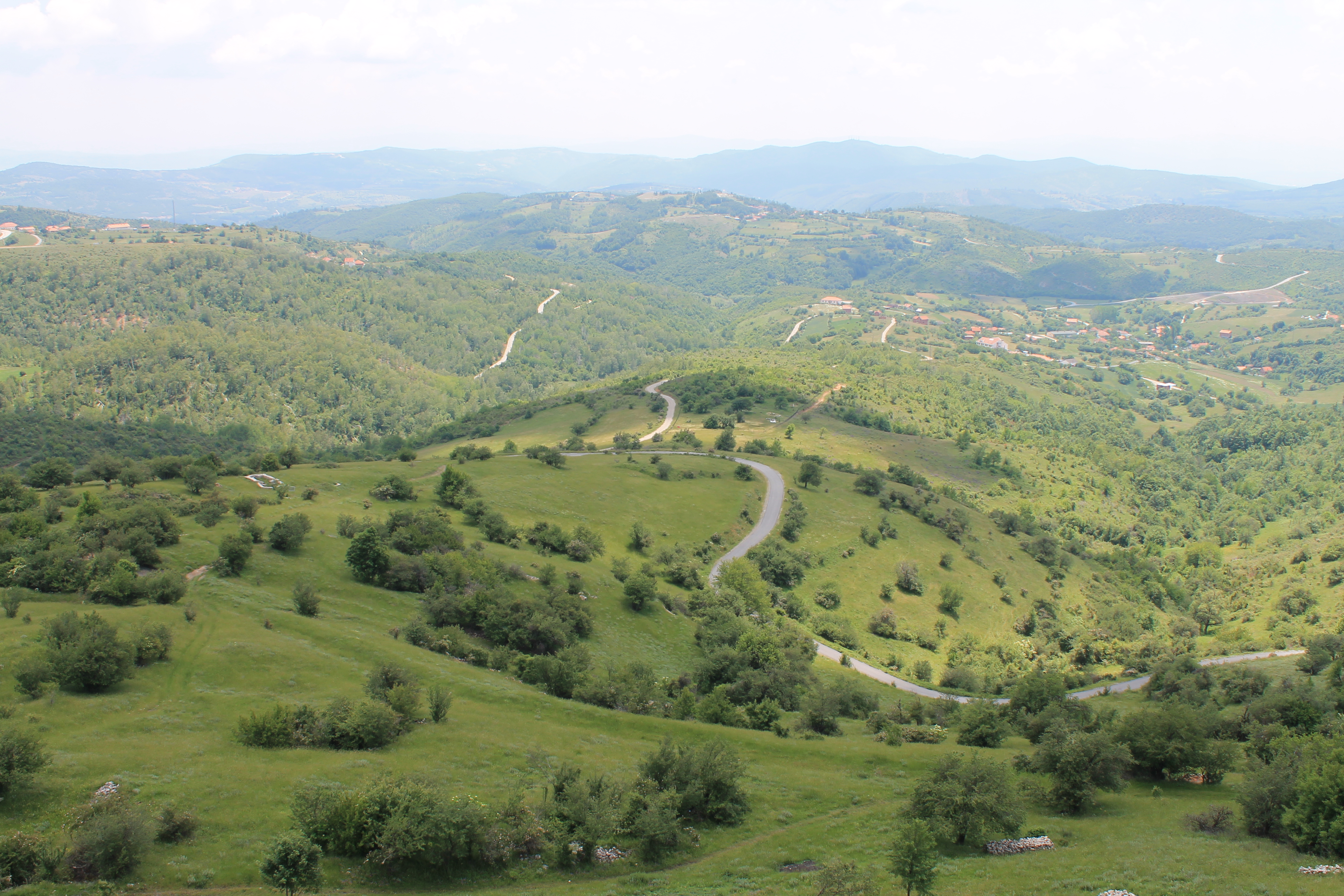
Ausblick von der Festung zu Orten der Gemeinde

Novo Brdo  (serbisch-kyrillisch Ново Брдо; albanisch Novobërda oder auch Novobërdë, seltener auch Artana bzw. Artanë) ist eine Ortschaft innerhalb der gleichnamigen Gemeinde im östlichen Kosovo.

## Etymologie
Der Name wird aus den Wörtern novo (dt. „neu“) und dem slawischen Toponym brdo („Hügel“) gebildet, und bedeutet auf Serbisch „neuer Hügel“.

## Geographie
Novo Brdo liegt im Osten des Kosovo in einer hügeligen Landschaft. Die kosovarische Hauptstadt Pristina ist etwa 20 Kilometer im Nordwesten entfernt. Die nächsten Städte sind Kamenica im Osten und Gjilan im Süden. Die Region um Novo Brdo ist reich an Mineralien.

## Geschichte

### Mittelalter

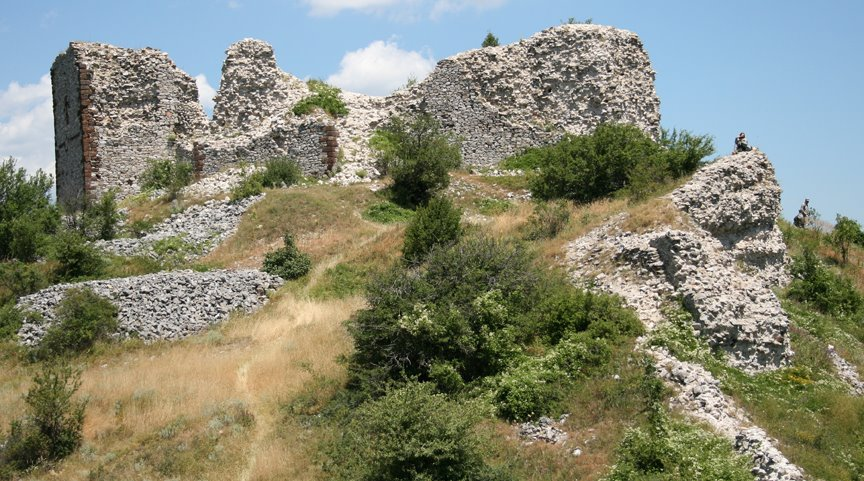
Die Festung von Novo Brdo, auch Festung Gornji Grad genannt. Sie datiert zurück bis in die byzantinische Zeit und wurde unter anderem vom serbischen König Uroš II. Milutin im Jahr 1285 ausgebaut. Die Festungsanlage befindet sich auf einem erloschenen Vulkan.

Novo Brdo samt der Region gehörte bereits im 12. Jahrhundert zum serbischen Reich. Als der serbische König Uroš IV. Dušan die Macht übernahm, konnte der sein Herrschaftsgebiet zu einem Großreich ausweiten, während Dušan selbst zum mächtigsten König in Südosteuropa wurde. Das Zeitalter unter Zar Dušan gilt heute als das goldene Zeitalter Serbiens. Novo Brdo selbst erlebte unter seiner Herrschaft einen großen Aufschwung. Die Bergwerksstadt profitierte vor allem durch die Wirtschafts- und Handelsbeziehungen, die der Herrscher gefördert hatte. So kamen unter Zar Dušans Anweisungen sächsische Bergarbeiter für Berg- und Festungsbau sowie Dubrovniker (damals Ragusaner) für den Handel ins Reich. 
In Novo Brdo siedelten sich viele Sachsen (serbisch Sasi) aus dem Erzgebirge stammend an. In der Hauptfaktorei von Novo Brdo wurden durch den Ankauf von Gold und Verkauf von Importwaren gewaltige Summen umgesetzt, nicht selten zum Verdruss der ebenfalls in Novo Brdo vertretenen Venezianern. Dadurch wurde die Stadt zu einem der wichtigsten Handelsplätze und eine der größten Einnahmequellen des Großserbischen Reiches. 
1442 wird erstmals eine jüdisch gläubige Gemeinde in Novo Brdo erwähnt, die zu den frühesten im Kosovo zählt.

### 20. Jahrhundert
Nach dem Fall des Osmanischen Reiches verlor Novo Brdo seine einstige Bedeutung. Zwischen 1963 und 1991 gehörte das Gebiet zur Gemeinde von Priština, bis sie dann zu einer eigenen Verwaltungseinheit gebildet wurde.

## Bevölkerung
Im eigentlichen Ort Novo Brdo lebten 2011 183 Einwohner, von ihnen waren 176 (96,17 %) Albaner, 6 Türken und eine Person Bosniake.

## Söhne und Töchter der Stadt
- Mahmud Pascha (15. Jahrhundert), 1456–1468 und 1472–1474 Großwesir des Osmanischen Reiches
- Wladislaw Gramatik (15. Jahrhundert), bulgarischer Gelehrter, Historiker und Mönch